# Mladoňovice (ort i Tjeckien, Vysočina)
Mladoňovice är en ort i Tjeckien.   Den ligger i regionen Vysočina, i den sydöstra delen av landet, 150 km sydost om huvudstaden Prag. Mladoňovice ligger 452 meter över havet och antalet invånare är 357.
Terrängen runt Mladoňovice är platt.Runt Mladoňovice är det glesbefolkat, med 16 invånare per kvadratkilometer. Närmaste större samhälle är Jemnice, 5,5 km väster om Mladoňovice. Trakten runt Mladoňovice består till största delen av jordbruksmark.